# Ficobilisoma

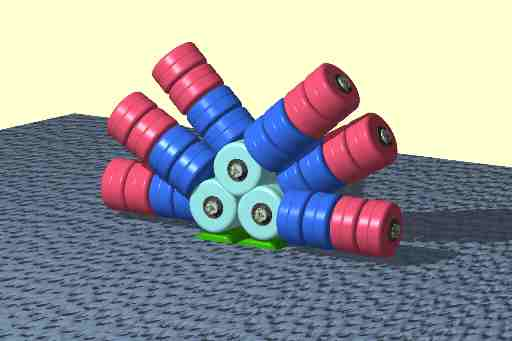
Modello essenziale di subunità proteica componente il ficobilosoma

Il ficobilisoma è un insieme di proteine dalla forma sferica in grado di catturare la luce. Si trova nei cianobatteri, nelle alghe rosse e nelle glaucofite. 
Non è invece presente nelle viridiplante. 

## Struttura
I ficobilisomi sono complessi proteici (fino a 600 polipeptidi) ancorati alle membrane dei tilacoidi. Sono costituiti da pile di proteine dette ficobiliproteine e da polipeptidi. Ogni ficobilisoma è costituito da un nucleo fatto di alloficocianina, dal quale dipartono diversi raggi orientati verso l'esterno, costituiti da dischi impilati di ficocianina e (se presente) ficoeritrina o ficoeritrocianina.

## Funzione
Ogni ficobiliproteina ha un assorbimento specifico e un massimo di emissione di fluorescenza, nel campo della luce visibile. La loro presenza e la particolare disposizione nei ficobilisomi consente l'assorbimento e il trasferimento unidirezionale di energia luminosa alla clorofilla A del fotosistema II. In questo modo, le cellule sfruttano le lunghezze d'onda disponibili della luce (nell'intervallo 500-650 nm), che sono inaccessibili alla clorofilla, e utilizzano l'energia per la fotosintesi.